# BSC Kickers 1900
BSC Kickers 1900 is een Duitse voetbalclub uit Schöneberg, een stadsdeel van de hoofdstad Berlijn. Clubkleuren zijn groen-wit-rood en er wordt gespeeld op de Sportplatz Monumentenstraße.

## Geschiedenis
Op 1 maart 1899 werd Schöneberger FC Borussia 1899 opgericht. Deze club fuseerde in 1920 met Schöneberger TuFC Sportlust 1904 tot BV Sportlust Borussia Schöneberg. In 1923 fuseerde deze club met Berliner SC Hubertuself 1900. Hubertuself was zelf een fusie uit 1912 tussen BTuFC Elf en BFC Hubertus 1905. 
De fusieclub nam de naam Schöneberger FC Kickers 1900 aan. In 1927 werd de naam Berliner FC Kickers 1900 aangenomen en in 1945 SG Schöneberg Nord. In 1951 werd de huidige naam aangenomen. 
In 1927 plaatste de club zich als vice-kampioen van Berlin-Brandenburg, na Hertha BSC voor de eindronde om de Duitse landstitel 1926/27. In de eerste ronde versloeg het Duisburger SpV met 5-4. In de kwartfinale moest de club met 9-0 het onderspit delven tegen SpVgg Fürth.
In de jaren 60 en 70 speelde de club in de tweede en derde klasse van Duitsland, maar ze zakte daarna weg.
In 1987 en 1989 won de club de beker van Berlijn. In 2019 degradeerde de club uit de Bezirksliga. 

## Overzicht
- 1953 - Promotie naar Vertragsliga
- 1954 - Degradatie naar Amateurliga
- 1960 - Promotie naar Vertragsliga
- 1961 - Degradatie naar Amateurliga
- 1965 - Promotie naar Regionalliga
- 1970 - Degradatie naar Amateurliga
- 1974 - Promotie naar Oberliga
- 1975 - Degradatie naar Amateurliga
- 1977 - Degradatie naar B-Klasse
- 1980 - Promotie naar A-Klasse
- 1988 - Degradatie naar B-Klasse
- 1990 - Degradatie naar C-Klasse
- 1991 - Promotie naar B-Klasse
- 1992 - Promotie naar A-Klasse
- 1993 - Promotie naar Bezirksliga
- 1994 - Degradatie naar A-Klasse
- 1995 - Promotie naar Bezirksliga
- 1996 - Promotie naar Landesliga
- 1998 - Degradatie naar A-Klasse
- 1999 - Degradatie naar B-Klasse
- 2001 - Promotie naar A-Klasse
- 2007 - Promotie naar Bezirksliga
- 2008 - Degradatie naar A-Klasse
- 2009 - Degradatie naar B-Klasse
- 2010 - Promotie naar A-Klasse
- 2011 - Promotie naar Bezirksliga